# Grevskapet Wied
Grevskapet Wied (sedan 1784 furstendömet Wied) var ett historiskt territorum inom det tysk-romerska riket, i området vid Westerwald och den moderna kretsen Neuwied. Det var uppkallat efter Wied, en biflod till Rhen, och fanns från början av 1100-talet till 1806, då det införlivades med hertigdömet Nassau. Det blev 1815 en del av Preussen.